# François Schollaert
François (Frans) Victor Marie Ghislain Schollaert, född 19 augusti 1851 i Wilsele vid Leuven, död 29 juni 1917 i Sainte-Adresse, var en belgisk politiker (katolik).
Han blev juris doktor vid Katolska universitetet i Leuven 1875, var därefter advokat, invaldes 1888 i deputeradekammaren och anslöt sig där till högerpartiet, vars demokratiska "ung-klerikala" flygel han tillhörde. Schollaert var maj 1895-augusti 1899 undervisningsminister samt därefter först vicepresident och sedan president (från 1904) i deputeradekammaren. Januari 1908-juni 1911 var Schollaert konseljpresident (premiärminister) och genomförde som sådan 1908 Kongostatens förvandling till en belgisk koloni samt 1909 en arméreform, varigenom värnpliktigas rätt till friköpning avskaffades. Ett skollagsförslag (1911), som ansågs alltför mycket gynna de klerikala "frivilligskolorna" på statsskolornas bekostnad, fick ej stöd i deputeradekammarens, vilket orsakade ministärens avgång varefter det ersattes med ett kabinett under Charles de Broqueville